# Wobla
Die Wobla (Rutilus caspicus, russisch Вобла) ist eine endemisch im Kaspischen Meer und an der unteren Wolga vorkommende Fischart. Sie ist mit dem Rotauge (Rutilus rutilus) verwandt, als dessen Unterart sie lange Zeit angesehen wurde. Sie ist ein Speisefisch und wird in Russland bevorzugt in getrockneter Form als Snack zum Bier und zu anderen alkoholischen Getränken verzehrt.

## Merkmale
Das normale Gewicht der Wobla liegt bei 800 g, die normale Größe bei 30–35 cm. Sie können aber auch eine Länge von bis zu 45 Zentimetern bei bis zu zwei Kilogramm Gewicht erreichen. Wobla haben einen seitlich abgeflachten Körper. Das Fischmaul liegt leicht unterständig unter der gerundeten Schnauze. Die Iris des Auges ist silbrig-grau. Die Brust-, Bauch- und Afterflossen sind grau mit dunklen Rändern, im Herbst außerhalb der Laichzeit oft leicht rötlich. Die Rückenflosse weist meist 9½, die Afterflosse 10½ verzweigte Strahlen auf. Das Seitenlinienorgan verläuft durch 39 bis 48, meist 42 bis 44 Schuppen. Während der Laichzeit weisen die Männchen oben und seitlich am Kopf feine Tuberkel auf.

## Verbreitung und Lebensweise

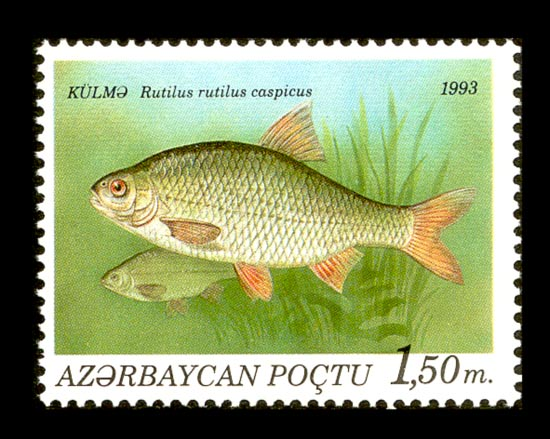
Das Kaspische Rotauge auf einer aserbaidschanischen Briefmarke

Das kaspische Rotauge (Wobla) kommt endemisch im Kaspischen Meer vor, nach der Verbreitung unterscheidet man die nordkaspische und aserbaidschanische Wobla im südwestlichen und südlichen Teil des Kaspischen Meeres und die turkmenische im südöstlichen Teil des Kaspischen Meeres.
Die Wobla verbringt den Winter im Kaspischen Meer. Im Herbst kommen große Schwärme an die Küsten und überwintern in Senken unmittelbar an der Mündung der Wolga, in die sie im Unterschied zu anderen Unterarten jedoch zum Überwintern nie hinein schwimmt. Im zeitigen Frühjahr oder sogar gegen Ende des Winters, wenn die anderen Fischarten noch in den Senken liegen, beginnt die Wobla in den Fluss zu wandern. Auf den Beginn der Wanderung der Wobla aus dem Meer in den Fluss hat das Wetter Einfluss, bei Wind vom Meer beginnt die Wanderung früher, kaltes Wetter verzögert die Wanderung.
Einzelne Exemplare beginnen die Wanderung bereits unter der Eisdecke, aber in großem Maßstab beginnt sie erst im April, wenn der Fluss schon lange eisfrei ist. Die Schwärme der Wobla breiten sich über alle Arme der Wolga aus, allerdings wandern sie nicht sehr hoch hinauf. Weiter als bis Wolgograd kommen sie so gut wie nie.
Ein großer Teil der Kaspischen Rotaugen bleibt auch zum Laichen in den Flussmündungen. Viele verenden jeweils auf der Wanderung, wenn sich das Wasser aus den Überschwemmungsgebieten zurückzieht, die die Fische zum Laichen aufgesucht haben. Das Laichen erfolgt einmal pro Jahr im April / Mai, der Laich befindet sich in einer Tiefe von 10 bis 70 cm. Eine 10 cm große Wobla legt bis zu vier Tausend Eier; eine 30 cm große Wobla mit einem Alter von etwa 9 Jahren 170 Tausend Eier.  Nach dem Laichen kehren sie wieder ins Meer zurück, so dass ab Mitte Mai kein Exemplar mehr im Fluss zu finden ist. Über den Sommer halten sich die ausgewachsenen Fische meist im Brackwasser an der Küste auf, in Tiefen von 2,5 bis 4 Meter.

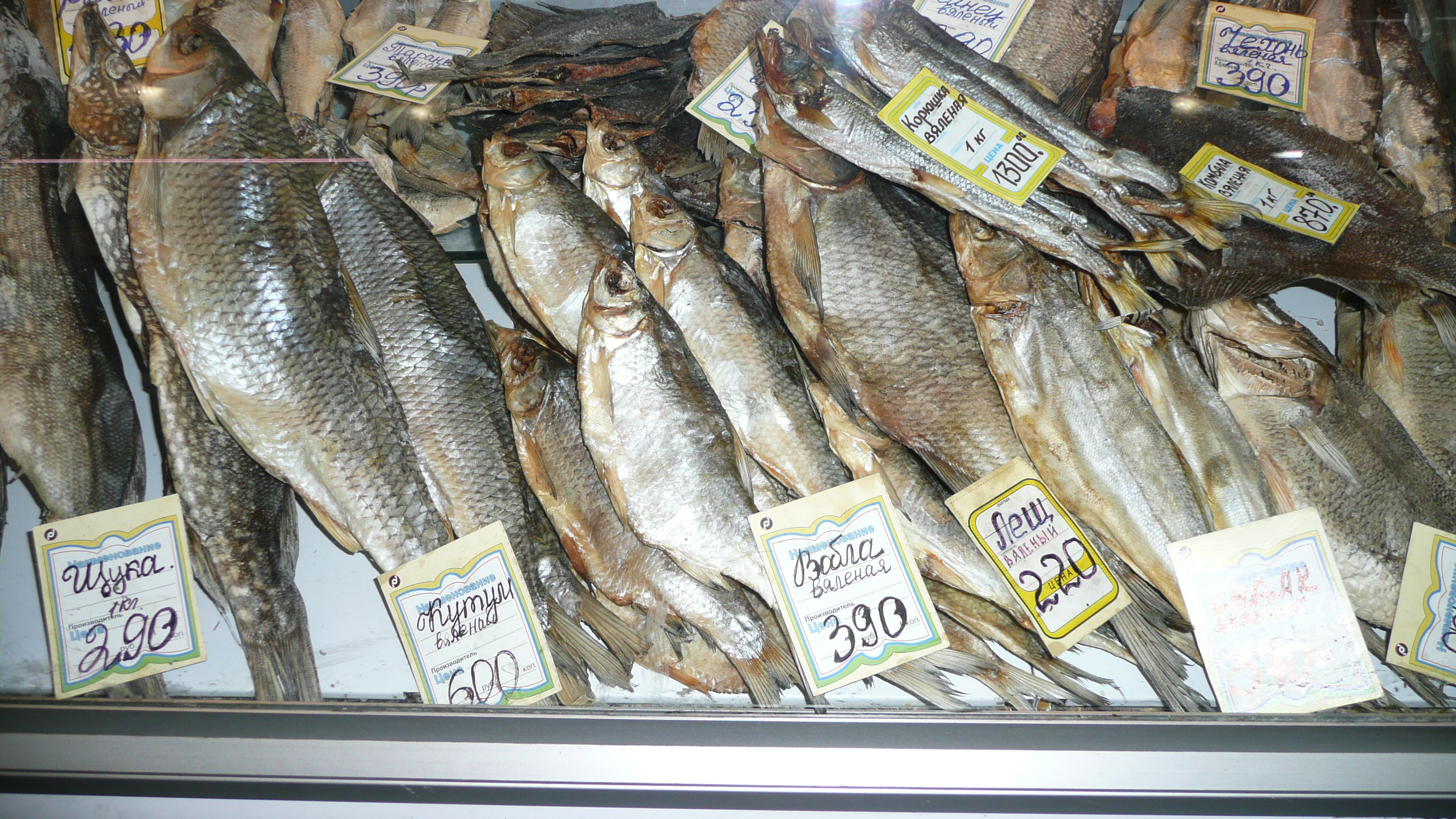
Wobla (Mitte) zusammen mit anderen getrockneten Fischsorten auf einem russischen Markt

Das kaspische Rotauge dient Kaspischen Robben und Stören als Nahrung. Die Wobla ernährt sich von Wirbellosen, insbesondere Schalentieren und kleinen Krebsen. Sie vermehrt sich im Laufe ihres Lebens im Durchschnitt fünf bis sechs Mal und wird bis zu 10 Jahre alt.

## Zubereitung und Verzehr
Wobla wird in Russland traditionell in getrockneter Form verzehrt, während andere Fische sowohl als Trockenfisch, als auch mariniert oder geräuchert angeboten werden. Die getrocknete Wobla hat einen hohen Eiweißgehalt, der bei bis zu 50 % liegt.
Zur Verarbeitung als getrockneter Fisch wird die Wobla nach dem Entfernen der Kiemen mindestens drei Tage bis zu zwei Wochen in Salzwasserlauge eingelegt und danach für weitere zwei Wochen an der Luft getrocknet. Der Fisch-Charakter der Wobla wird durch anderes, stärkeres Aroma (beispielsweise das Salz) überdeckt, so dass auch diejenigen die Wobla mögen, die an anderem Fisch absolut keinen Gefallen finden, wie zum Beispiel Kinder. Wobla ist geräucherter Wurst viel ähnlicher als irgendwelchen anderen Fischen.
Wobla wird in Läden und auch an Getränkekiosken verkauft und verzehrt. Eine typisch russische Sitte ist es, nach der Sauna Bier zu trinken und Wobla dazu zu essen. Da der kleine getrocknete Fisch stark geschrumpft und sehr hart geworden ist, wird er häufig nicht wirklich gegessen, sondern um des Geschmacks willen gekaut, oder es wird nur daran geleckt oder gelutscht. Um den Fisch doch zu essen, muss das spärlich vorhandene Fleisch in Fasern abgerissen werden. Das Bier spült den extrem salzigen Geschmack des Trockenfischs weg.

## Wobla-Bier-Restaurants

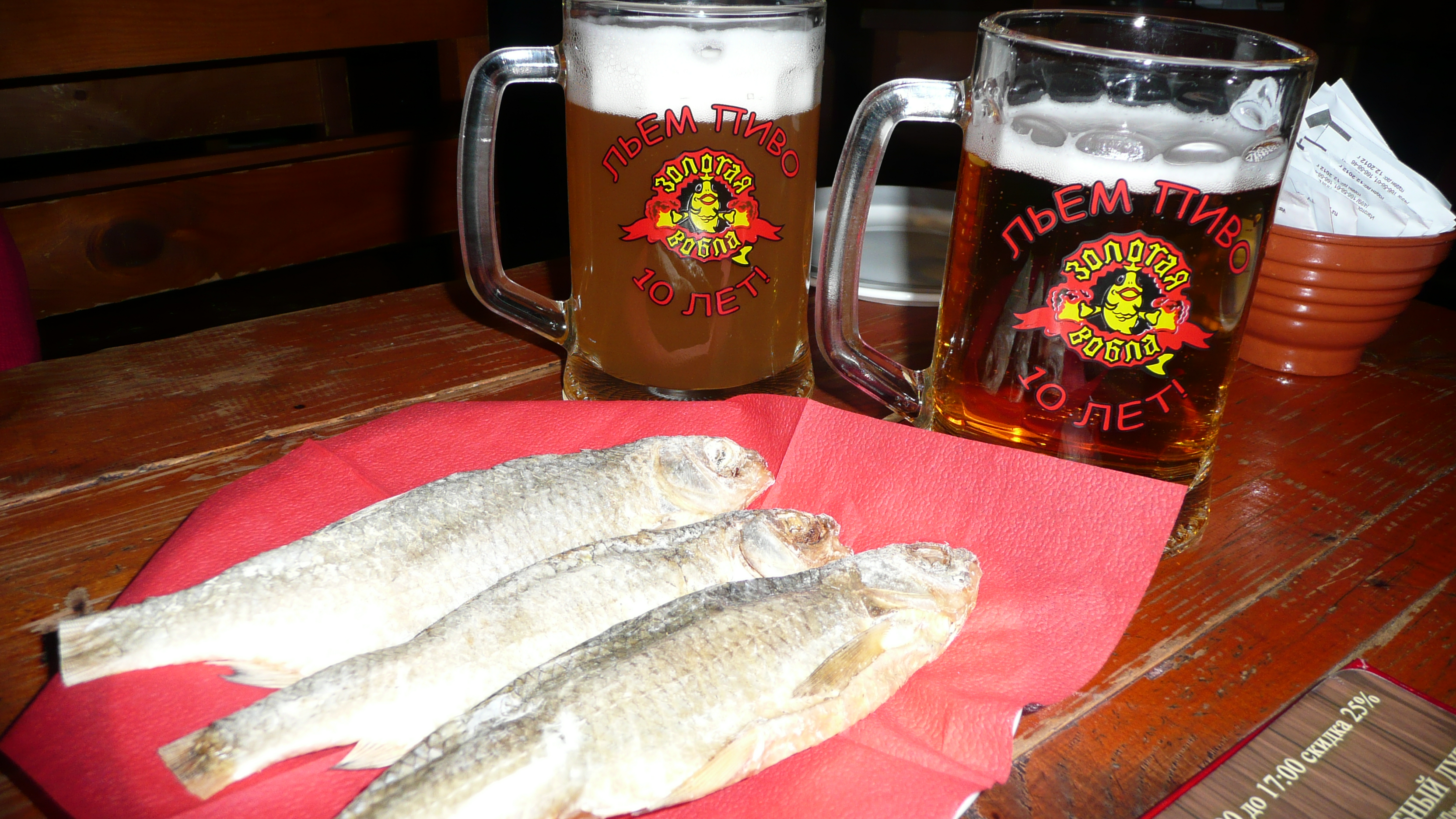
Wobla als Snack zum Bier in einem Moskauer Bier-Restaurant

Anknüpfend an eine in Russland verbreitete und in die Zeiten der Sowjetunion zurückreichende Tradition, getrockneten Fisch zu Bier zu essen, bieten die neu entstandenen Bier-Restaurants, Brauhäuser und Bier-Bars (Kneipen) (Volks-Bars, russ.: народный бар) oft getrockneten Fisch, darunter Wobla, zum Bier an. Zu diesen speziellen Bier-Restaurants mit rustikaler Möblierung und historischem Design, in denen 20 Biersorten angeboten werden, gehört die Kette „Goldene Wobla“. Sie wurde 1998 eröffnet und ist mittlerweile mit vier Restaurants in Moskau sowie weiteren in Kasan, Kursk, Rjasan und Kaliningrad vertreten.
Das Speisenangebot ist nicht auf Wobla beschränkt, sondern reicht von deutschen Wurst- und Fleischgerichten bis hin zum japanischen Sushi. Bierhäuser, die getrockneten Wobla zum Bier anbieten, gibt es auch in St. Petersburg, Toljatti sowie im kasachischen Almaty.

## Belege